# Феофан (Быстров)
Архиепи́скоп Феофа́н (в миру Васи́лий Дми́триевич Быстро́в; 31 декабря 1872 [12 января 1873], деревня Подмошье, Санкт-Петербургская губерния — 19 февраля 1940, Лимре, департамент Эндр и Луара, Франция) — епископ Русской православной церкви заграницей; архиепископ Полтавский и Переяславский (1913—1919).
Лично знал протоиерея Иоанна Кронштадтского, совершал с ним богослужения. По мнению Николая Жевахова, сыграл решающую роль в переезде Григория Распутина в Санкт-Петербург и стяжании им первоначальной популярности. Позднее переменил своё мнение о Распутине и стал бороться против него.

## Биография
Родился 31 декабря 1872 (12 января 1873) года в деревне Подмошье Лужского уезда Санкт-Петербургской губернии (ныне — Шимский район Новгородской области) в семье Дмитрия Николаевича Быстрова, священника Знаменской церкви села Горки (в приход данной церкви входила и деревня Подмошье), и Марии Ивановны, урождённой Разумовской. Кроме него в семье было ещё четверо детей.
Бедность семьи побудила родителей довольно рано отдать сына в духовное училище при Александро-Невской лавре в Санкт-Петербурге, где за неординарные способности он был поставлен на казённый счёт.
Продолжил обучение в Санкт-Петербургской духовной семинарии. Здесь он также прилежным изучением всех дисциплин развивал свои интеллектуальные способности, благодаря которым переходил из класса в класс, обгоняя своих сверстников. Митрополит Вениамин (Федченков) писал: «Во время обучения в семинарии он на переменах поступал по-товарищески, помогал всем усвоять уроки. За это товарищи подарили ему золотой нагрудный крест большой величины вершка в 1,5—2 длины. Я сам видел его: Быстров, видимо, ценил этот дар. В семинарии он добросовестно изучал все предметы, но этому не радовался: школьные занятия не увлекали его». Семинарию окончил в 1892 году по первому разряду, будучи лучшим учеником на курсе.
Незаурядные способности в сочетании с усердием и прилежанием к наукам обеспечили ему первенство и среди сокурсников Санкт-Петербургской духовной академии. Его жизнь в стенах академии была связана с именами профессоров В. В. Болотова и А. П. Лопухина. В 1896 году окончил академию со степенью кандидата богословия и был оставлен при академии профессорским стипендиатом. С 1897 года исполняющий должность доцента академии по кафедре Библейской истории.
В 1898 году был пострижен в монашество и рукоположён в сан иеромонаха. Митрополит Вениамин (Федченков) сообщал:

…перед постригом <…> пришёл за разрешением к митрополиту Антонию. Тот, между прочим, задал ему вопрос:
 — Какое имя хотели бы вы получить при постриге?
<…> Василий Дмитриевич ответил митрополиту:
 — Я желал бы начать монашество с отречения от своей воли.
 — Хорошо! — улыбнулся ему митрополит Антоний, — так вот вам первое послушание: скажите, какое имя вы хотели бы получить?
Пойманный Василий Дмитриевич сказал:
 — Если можно, мне хотелось бы назваться Феофаном, в честь епископа Феофана Затворника.
А епископ Феофан Затворник умер 4 года тому назад.
И это имя дано было новопостригаемому"
— митр. Вениамин (Федченков). Записки архиерея. — М.: «Правило веры», 2002. — С. 386—387

В 1901 году возведён в сан архимандрита и назначен исполняющим должность инспектора Санкт-Петербургской духовной академии. В начале 1900-х годов Феофан был увлечён общением с народными праведниками. В 1901 или 1902 году Феофан добился благосклонности императорской семьи к юродивому Мите Козельскому: сначала познакомил его с великой княгиней Милицей Николаевной, супругой великого князя Петра Николаевича, а затем и с императором Николаем II.
В 1905 году защитил магистерскую диссертацию «Тетраграмма или Ветхозаветное Божественное имя Иеговы», после чего был возведён в звание экстраординарного профессора и утверждён в должности инспектора Санкт-Петербургской духовной академии.
4 февраля 1909 года назначен ректором Санкт-Петербургской духовной академии.

### Архиерей

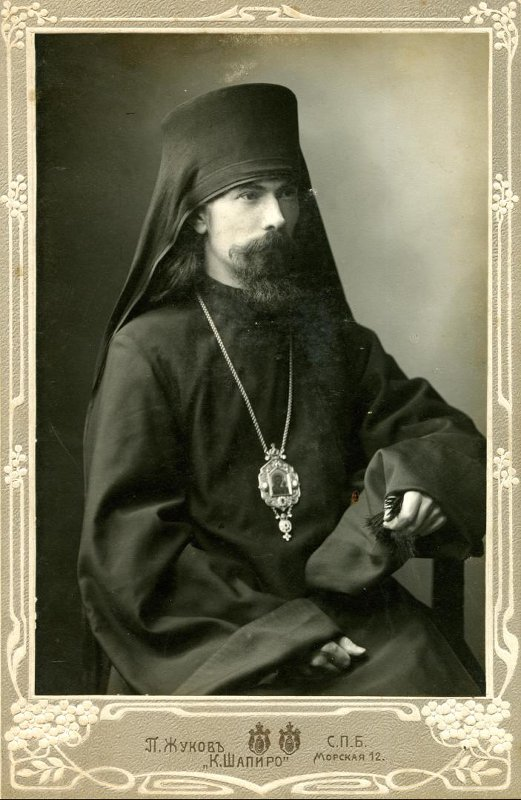
Епископ Ямбургский Феофан

22 февраля 1909 года был хиротонисан в сан епископа Ямбургского, викария Санкт-Петербургской епархии. Хиротония была совершена в Свято-Троицком соборе Александро-Невской Лавры митрополитом Санкт-Петербургским и Ладожским Антонием и другими иерархами.
Член учреждённой в 1892 году Святейшим Синодом специальной Петербургской комиссии по обмену мнениями со старокатоликами, председательствовал на её заседании 15 февраля 1910 года
Награжден орденом св. Владимира IV (1907) и III (1910) степени.
С 19 ноября 1910 года епископ Таврический и Симферопольский, одновременно выбран почётным членом Санкт-Петербургской духовной академии.
27 февраля 1911 года в Александро-Невском соборе в Симферополе отслужил литургии с преданием анафеме, посмертно, Льва Толстого. Описал это событие К. А. Тренёв в повести «Владыка» (1912 г.), где Феофан выступил прототипом архиерея Иннокентия.
В начале 1911 года предложил Святейшему Синоду выразить неудовольствие императрице Александре Феодоровне в связи с поведением Распутина.
С 25 июня 1912 года — епископ Астраханский и Енотаевский. С 8 марта 1913 года — епископ Полтавский и Переяславский.
В 1917 году член Поместного собора, участвовал в 1-й сессии, член I, II, XI, XII Отделов.
В 1918 году был возведён в сан архиепископа.
Захватив власть в Киеве в свои руки, Петлюра и его сторонники потребовали от полтавского архиерея отслужить торжественную панихиду по бывшему гетману Украины Ивану Мазепе — любимцу русского царя Петра Великого, но перешедшему на сторону шведского короля Карла XII и за это преданному Русской православной церковью анафеме. На это требование архиепископ ответил отказом, за что был заключён в тюрьму. Был освобождён после того, как власти Украинской народной республики эвакуировались из Полтавы при наступлении Добровольческой армии.
С 1919 года член ВВЦУ на Юго-Востоке России.
В 1920 году в связи с наступлением Красной Армии эвакуировался в Крым; 22 марта 1920 года вместе с епископом Вениамином (Федченковым) поддержал избрание Петра Врангеля Главнокомандующим Вооружёнными силами Юга России.

### Жизнь в эмиграции

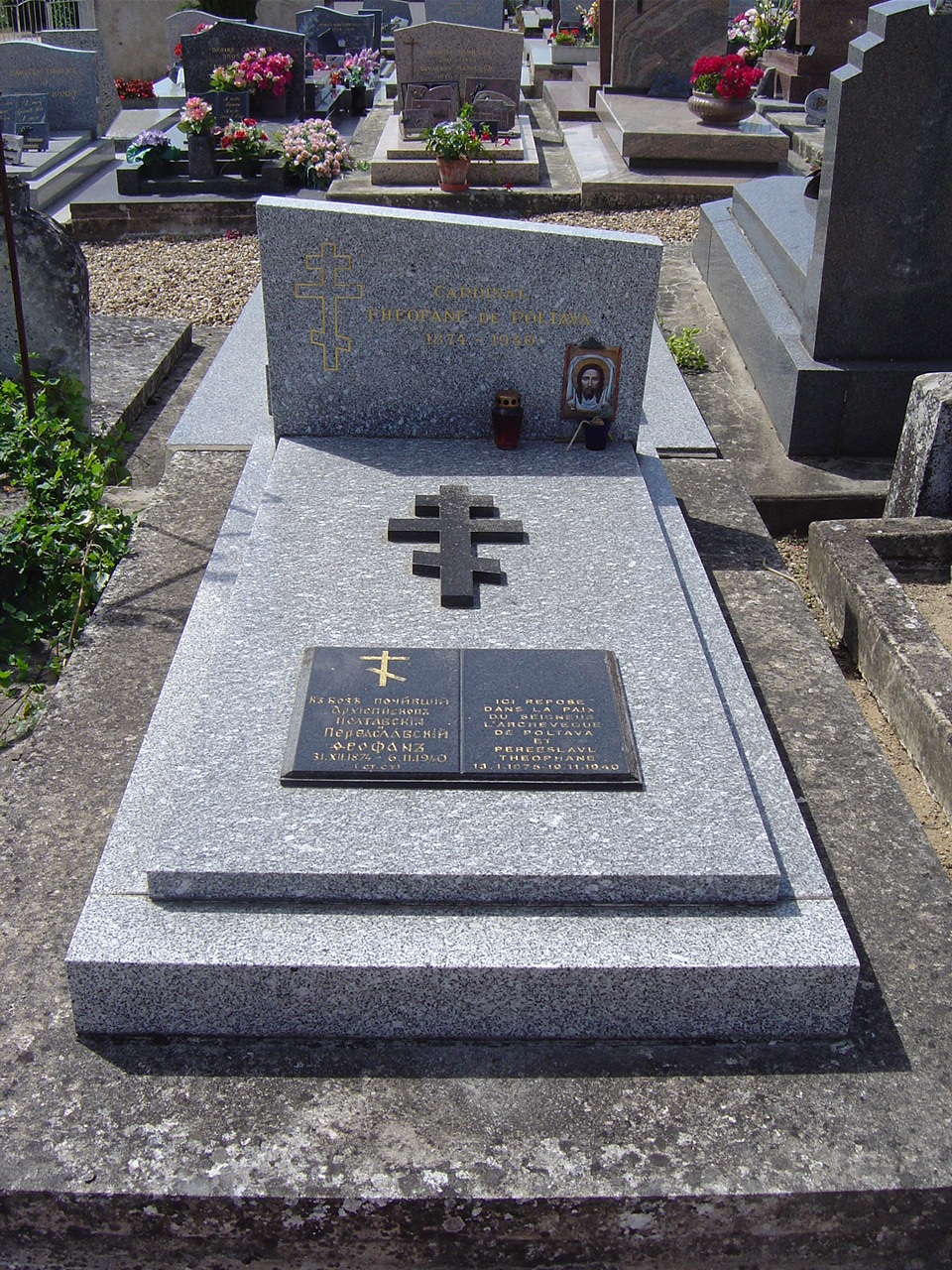
Могила архиепископа Феофана

В ноябре 1920 года эмигрировал в Константинополь. C 1921 года — настоятель монастыря Петковица в Королевстве сербов, хорватов и словенцев, член Русского Всезаграничного церковного собора, заместитель председателя Архиерейского синода РПЦЗ, затем жил в русском монастыре в городе Эрцегнови, с 1925 года служил в Александро-Невском соборе в Софии.
На закрытом заседании Архиерейского синода в 1927 году архиепископ Феофан и епископ Серафим (Соболев) выступили с докладами против учения митрополита Антония. В результате Русская Зарубежная Церковь так официально и не приняла
катехизис митрополита Антония. Однако в 1927 году отношения между архиепископом Феофаном и епископом Серафимом стали ухудшаться. Причиной тому стали слишком резкие высказывания архиепископа Феофана относительно учения митрополита Антония,
вплоть до обвинения в ереси. Епископ Серафим опасался предъявлять столь строгое обвинение. В конце 1920-х годов архиепископ Феофан отошёл от участия в работе РПЦЗ.
В 1931 году переехал в маленькую деревню Моун (фр. Moune), близ города Амбуаза на Луаре, а в самом конце своей жизни поселился в местечке Лимре, в доме бывшей полтавской помещицы Марии Федченко. Ей принадлежали несколько расположенных рядом пещер, в одной из которых владыка устроил маленькую церковь, а в другой — под названием «Три лисицы» — поселился сам, где вёл образ жизни настоящего затворника. Проживая во Франции, архиепископ Феофан продолжал считать митрополита Антония еретиком, а затем стал выдвигать различные обвинения и в адрес Архиерейского синода.
Скончался 19 февраля 1940 года; погребён на общественном кладбище (под номером 432) на окраине Лимре. На похороны его никто из известных епископов не приехал, а митрополит Евлогий (Георгиевский) прислал телеграмму, в которой повелел хоронить архиепископа как простого инока. Но похоронили его всё же в архиерейском облачении.

## Перезахоронение в России
30 июня — 1 июля 2016 года Архиерейский синод РПЦЗ, ознакомившись с содержанием письма руководителя управления Московской патриархии по зарубежным учреждениям епископа Богородского Антония (Севрюка) о перенесении останков архиепископа Феофана с общественного кладбища на окраине Лимре в Санкт-Петербург, постановил ответить, что его члены не возражают против этого намерения дальних родственников и почитателей почившего.
21 июля 2022 года начался процесс перезахоронения праха архиепископа Полтавского и Переяславского Феофана. После извлечения останков, на кладбище города Лимре (Limeray) была отслужена панихида, которую совершил архиепископ Мадридский и Лиссабонский Нестор, временно управляющий Корсунской епархией. В тот же день останки архиепископа Феофана были отправлены в Санкт-Петербург, где на Волковском кладбище Северной столицы они будут преданы земле. 23 июля 2022 года останки архиепископа Полтавского и Переяславского Феофана (Быстрова) прибыли из Франции в Санкт-Петербург.

## Труды
- Вниманию Таврического духовенства // Таврические епархиальные ведомости. 1911. № 33.
- О самодержавии. Симферополь, 1912.
- Речь // Таврический церковно-общественный вестник. 1912. № 13.
- Возлюбленные о Господе пастыри епархии Полтавской // Полтавские епархиальные ведомости. 1915. № 7, 22; 1916. № 8.
- Предложение духовной консистории // Полтавские епархиальные ведомости. 1917. № 8-9.
- Грамоты; О Патриархе Тихоне // Церковные ведомости. 1924. № 15-18.
- Опровержение // Церковные ведомости. 1928. № 13/14.
- Икона Божия Матери, именуемая Курско-Коренная. Ср. Карловци, 1934.
- Письма. Джорданвилль, 1976.
- В память святых отец шести Вселенских Соборов (к 1300-летию VI Вселенского Собора) // Журнал Московской Патриархии. М., 1981. № 7. стр. 37-40
- О Троице // Журнал Московской Патриархии. М., 1983. № 6. стр. 44-45.
- Проповеди, письма // Беттс Р., Марченко В. Духовник Царской семьи. М., 1996 (2-е изд.).
- Тетраграмма или Ветхозаветное Божественное имя Иеговы. Магистерская диссертация.
- Святитель Феофан Полтавский, Новый Затворник. Творения. СПб.: Об-во свт. Василия Великого, 1997. 766 с. ISBN 5-7984-0007-7.
- О догмате Искупления. Доклад об учении митрополита Антония (Храповицкого) о догмате Искупления. М., 1998.
- Избранные труды. М., 2000.
- Сия вера отеческая. М., 2006.
- О благодати Божией и Слова святителя Феофана